# Weben (Pferd)
Das Weben ist eine Verhaltensstörung eines Pferdes in Stallhaltung.
Es ist wie das Koppen eine Stereotypie, also ein Verhaltensmuster, welches häufig bei Langeweile gezeigt wird.

## Symptome
Beim Weben pendelt das Pferd mit der Kopf-Hals-Partie hin und her, wobei zusätzlich das Gewicht ständig von einem Vorderbein auf das andere verlagert wird. Bei sehr starkem Weben kann es sein, dass die Hinterhand in die Gegenrichtung pendelt. Durch die dauerhafte Belastung kann es zu Schäden im Bereich der Vorhandgelenke (Knochen und Sehnen) kommen. Dieser stereotype Bewegungsablauf ist auch von anderen Tieren in Gefangenschaft wie zum Beispiel Elefanten, Kamelen und Bären bekannt.
Das Weben tritt seltener auf als das bekanntere Symptom „Koppen“, etwa im Verhältnis 1:3. Meist sind Pferde mit höherem Vollblut-Anteil eher vom Weben betroffen.

## Ähnliche Verhaltensstörungen bei Pferden
Unter der „Manegebewegung“ versteht man eine permanente Kreisbewegung des Pferdes in seiner Box. Das bereits genannte Koppen ist ebenso eine stereotype Verhaltensstörung, wobei man hier noch zwischen Aufsetzkoppern und Freikoppern unterscheidet.

## Behandlung
Eine Behandlung des Webens ist meistens schwierig und langwierig. Einerseits muss Ursachenforschung betrieben werden, um die möglichen Auslöser für die psychische Belastung des Pferdes, wie z. B. Überbelastung in Trainingssituationen, Isolation von den Artgenossen oder auch Langeweile herauszufinden. Andererseits ist eine begleitende Optimierung der artspezifischen Haltungsbedingungen des Pferdes, vor allem hinsichtlich der Futteraufnahme, der artgerechten Bewegung und des Sozialverhaltens, anzustreben. Primäre Maßnahmen sind hier vor allem die Offenstallhaltung bzw. regelmäßiger Koppelgang.
Dass das Weben eines Pferdes von anderen Pferden nachgeahmt werden kann, ist unbelegt. Die früher aus diesem Grund empfohlene Trennung von Artgenossen zu deren Schutz wird heute abgelehnt, da sie die Neigung zum Weben noch erhöhen kann.

## Rechtliche Situation beim Pferdekauf
Das Weben gilt als Mangel, der vor dem Pferdekauf offengelegt und dokumentiert werden muss. Eine Nichtbeachtung kann später rechtliche Folgen bis zu Preisminderung und Rücknahme des webenden Pferdes haben. Allerdings zählt das Weben nicht zu den bis Ende 2001 kaufrechtlich relevanten sogenannten Hauptgewährsmängeln beim Pferdekauf.
Das Amtsgericht Schleswig hat am 18. Juni 2010 (2 C 21/10) entschieden, dass das Weben eines Pferdes zwar eine Verhaltensstörung darstellt, aber nicht einen zum Rücktritt berechtigenden Mangel, weil sich hieraus weder eine Leistungs- noch eine Gesundheitsbeeinträchtigung ergebe.